# Красников, Борис Иванович
Борис Иванович Красников — советский хозяйственный, государственный и политический деятель.

## Биография
Родился в 1909 году в Шахтах. Член КПСС с 1933 года.
Образование высшее (окончил Ростовский государственный университет)
Участник Великой Отечественной войны.
С 1933 года — на хозяйственной, общественной и политической работе.
До 1933 гг. — красноармеец.
- В 1933—1941 гг. — экономист, работник редакций ряда районных и городских газет в Ростовской области.[2]
- В 1941—1944 гг. — комиссар и начальник политотдела Военно-эксплуатационного управления на Южном фронте.[2]
- В 1944—1946 гг. — заместитель начальника политотдела, начальник политотдела Северо-Донецкой железной дороги и Донецкого округа железных дорог.[2]
- В 1946—1953 гг. — заместитель председателя ЦК профсоюза рабочих железнодорожного транспорта, заместитель начальника Политуправления МПС СССР.[2]
- В 1953—1980 гг. — главный редактор газеты «Гудок».[2]

C 1980 гг. — персональный пенсионер.
Умер в Москве в 1982 году.